# Robert Babicz
Robert Babicz, alias Rob Acid, est un compositeur de musique électronique et DJ allemand né le 5 janvier 1973 à Niemodlin en Pologne.

## Discographie
| Nom de la Release                               | Année de sortie |
| ----------------------------------------------- | --------------- |
| 'Who we are vol 1                               | 2017            |
| Leid - Geistestätigkeit Und Selbstausdruck      | 2010 ?          |
| Remote Kiss                                     | 2010            |
| Remember                                        | 2010            |
| Immortal Changes - The Vinyl Edition (Part Two) | 2010            |
| Immortal Changes - The Vinyl Edition (Part One) | 2010            |
| Immortal Changes                                | 2010            |
| Session 022                                     | 2009            |
| Salsa Roja                                      | 2009            |
| Astor                                           | 2009            |
| White Series                                    | 2008            |
| Purple Dance                                    | 2008            |
| Procast / Buffer Expander                       | 2008            |
| Don't Look Back                                 | 2008            |
| Dark Flower                                     | 2008            |
| Boarding                                        | 2008            |
| Basic Remixes                                   | 2008            |
| Basic                                           | 2008            |
| Afterhourbasar                                  | 2008            |
| Somewhere                                       | 2007            |
| Sin                                             | 2007            |
| Pingpong In Moonlight                           | 2007            |
| Losing Memories                                 | 2007            |
| Imperial Star / Tarja's Dream                   | 2007            |
| Humble                                          | 2007            |
| Crystal Castle                                  | 2007            |
| Chrystal Castle (The Remixes)                   | 2007            |
| A Cheerful Temper                               | 2007            |
| The Cloudpainter                                | 2006            |
| Star (Re-Work)                                  | 2006            |
| My Blue Car                                     | 2006            |
| Markatech                                       | 2006            |
| Prism                                           | 2005            |
| Organic Boogie                                  | 2005            |
| Mister Head                                     | 2005            |
| Look                                            | 2005            |
| Battlestar                                      | 2005            |
| Sure Sipr                                       | 2004            |
| Desert                                          | 2000            |
| MoMente                                         | 1999            |